# Folsomides alvarezi
Folsomides alvarezi är en urinsektsart som beskrevs av Selga 1960. Folsomides alvarezi ingår i släktet Folsomides och familjen Isotomidae. Inga underarter finns listade i Catalogue of Life.